# Grand Angle
Ne doit pas être confondu avec Grand angle.
 (mai 2023).
Il peut être nécessaire de l'améliorer pour respecter le principe de neutralité de point de vue. 

Grand Angle est une collection de bande dessinée réaliste de Bamboo Édition créée en 2002.

## Création
Au début des années 2000, Olivier Sulpice, éditeur et créateur de la maison Bamboo Edition, est intéressé par le scénario de Sam Lawry que lui propose Hervé Richez, mais estime pendant un temps ne pas avoir les outils commerciaux pour la vendre correctement. En 2002, Bamboo commence à être diffusé par une filiale d'Hachette et Olivier Sulpice rappelle Hervé Richez. Il lui propose non seulement de publier Sam Lawry mais aussi de devenir le directeur d'une collection réaliste, qui deviendra en 2002 le label Grand Angle.
Depuis 2008, Grand Angle élargit son horizon avec la collection Focus, ayant pour but de proposer "des séries réalistes au grand public par le biais de héros charismatiques". Mais petit à petit la collection est réintégrée dans le label Grand Angle qui connaît de plus en plus de succès.

## Ligne éditoriale
Grand Angle accueille d'abord des thrillers à l'image de sa série inaugurale Sam Lawry, avec pour principe "la BD comme au cinéma". La ligne éditoriale s'élargit avec la publication en 2006 du premier tome de la série L’Envolée sauvage, de Laurent Galandon et Arno Monin, dont le récit se déroule sous l'Occupation, mais plus axé sur l'émotion que sur l'action.
Les récits basé sur l'Histoire ont une belle place chez Grand Angle, avec notamment de nombreuses séries et nombreux albums scénarisés par l'historien spécialiste du XXe siècle Jean-Yves Le Naour.
Depuis 2015, le label Grand Angle publie les adaptations en bande dessinée des romans de l'écrivain Marcel Pagnol. Ce vaste projet éditorial a été initié par les auteurs Serge Scotto et Éric Stoffel, avec l'accord de l'ayant-droit de l’œuvre, Nicolas Pagnol. Il est annoncé que tous les romans de Pagnol seront adaptés en bande dessinée par le duo Scotto et Stoffel associé à différents dessinateurs, mais Serge Scotto ne signe plus le scénario des albums publiés à partir de 2022.
Un partenariat avec la maison d'édition JC Lattès donne lieu a des adaptations de romans en bande dessinée à partir de 2021.
En 2022, à l'occasion des 20 ans du label, le site Tout en BD annonce que le label Grand Angle a publié « 500 albums en 20 ans, soit 25 livres en moyenne par an ».
Les auteurs publiés par Grand Angle reconnaissent un esprit de famille et une qualité de suivi propre aux éditeurs de ce label.

## Auteurs publiés
Depuis 2002, le label Grand Angle a accueilli de nombreux auteurs, dont notamment, :
- Jean-Claude Bartoll ;
- Olivier Berlion ;
- Luc Brunschwig ;
- Alexis Chabert ;
- Philippe Charlot ;
- Patrick Cothias ;
- Nicolas Delestret ;
- Bruno Duhamel ;
- Jérôme Félix ;
- Xavier Fourquemin ;
- Laurent Galandon ;
- Jim ;
- Patrice Leconte ;
- Jean-Yves Le Naour ;
- Jacques Malaterre ;
- Jack Manini ;
- Marko ;
- Damien Marie ;
- Mig ;
- Arno Monin ;
- Patrick Ordas ;
- Hervé Richez ;
- Rodolphe ;
- Éric Stalner ;
- Éric Stoffel ;
- Alexandre Tefenkgi ;
- TieKo ;

## Publications notables

### Séries
- Sam Lawry, scénarisée par Hervé Richez et dessinée par Mig puis Chetville, 6 tomes parus entre 2002 et 2011 ;
- Thomas Silane, co-scénarisée par Patrice Buendia et Philippe Chanoinat, dessinée par Yves Lécossois et Roberto Zaghi, 10 tomes parus entre 2004 et 2017 ;
- L'Envolée sauvage, scénarisée par Laurent Galandon, premier diptyque dessiné par Arno Monin et second diptyque dessiné par Hamo, 4 tomes parus entre 2006 et 2013 ;
- Sienna, co-scénarisée par Stephen Desberg et Filmore et Chetville, 4 tomes parus entre 2008 et 2014 ;
- Une nuit à Rome, écrite et dessinée par Jim, 4 tomes parus entre 2012 et 2020 ;
- L'Adoption, scénarisée par Zidrou et dessinée par Arno Monin, 4 tomes parus entre 2016 et 2023 ;
- Les Compagnons de la Libération, scénarisée par Jean-Yves le Naour et dessinée à plusieurs mains, 9 tomes parus entre 2019 et 2023.
- Deux passantes dans la nuit, scénarisée par Patrice Leconte et Jérôme Tonnerre, dessinée par Alexandre Coutelis, 2 tomes parus en 2020 et 2021.

### One shots
- La Gloire de mon père, co-scénarisé par Serge Scotto et Éric Stoffel, adapté du roman de Marcel Pagnol, publié en 2015 ;
- La Commode aux tiroirs de couleurs, scénarisée par Véronique Grisseaux et Amélie Causse, dessinée par Winoc, adaptée du roman d'Olivia Ruiz, publiée en 2021, coédition JC Lattès ;
- La Chambre des officiers, scénarisé par Philippe Charlot et dessinée Alain Grand, publiée en 2023, coédition JC Lattès ;
- Dans l'ombre, scénarisée par Philippe Pelaez et dessinée Cédrick Le Bihan, adaptée du roman d'Édouard Philippe et Gilles Boyer, publiée en 2023, coédition JC Lattès.